# María Félix
María de los Ángeles Félix Güereña (8 de abril de 1914 - 8 de abril de 2002) foi uma atriz e cantora mexicana. Junto com Pedro Armendáriz e Dolores del Río, ela foi uma das figuras de maior sucesso do cinema latino-americano nas décadas de 1940 e 1950. Sua carreira como atriz consiste em 47 filmes feitos no México, Espanha, França, Itália e Argentina.

## Biografia
María Félix fez seu primeiro filme em 1942, El Peñón de las Ánimas, ao lado do famoso ator e cantor Jorge Negrete, com quem se casou mais tarde. Mas foi com seu terceiro filme, Doña Barbara (1943), que ela chamou atenção - segundo um crítico, "tanto como uma atriz respeitada quanto como um ícone superdeterminado" - embora alguns duvidassem de suas habilidades de atuação.
Felix fez 18 filmes durante a década de 1940 e continuou a trabalhar no México até 1970, quando já havia feito 47 filmes. Ela trabalhou na Espanha, Itália e França, com diretores que incluíam Jean Renoir (French Cancan, 1954) e Luis Buñuel (La Fièvre Monte à El Pao, 1959).
Em 1971 filmou La generala, que seria seu último filme. A telenovela La Constitución (1971) seria seu último trabalho como atriz profissional. Ao longo de sua carreira ela ganhou três prêmios Ariel de melhor atriz e, em 1985, um prêmio pelo conjunto da obra.

## Vida pessoal
Félix foi casada quatro vezes. Seu primeiro casamento (1931–1938) foi com o vendedor de cosméticos Enrique Álvarez Alatorre. Ele foi pai de seu único filho, o ator Enrique Álvarez Félix (1934-1996). Ela casou-se pela segunda vez com Agustín Lara, no entanto, o relacionamento terminou em 1947. Após um breve romance, casou-se em 18 de outubro de 1952 com Jorge Negrete. Seu quarto casamento (1956-1974) foi com o banqueiro francês nascido na Romênia Alexander Berger.

## Morte
Em 8 de abril de 2002, Félix faleceu aos 88 anos na Cidade do México. Em agosto daquele ano, Benjamín Félix, irmão de María, pediu às autoridades que seu corpo fosse exumado, devido às suspeitas sobre as circunstâncias de sua morte.

## Filmografia

### 1942–48 (Primeiro período mexicano)
| Ano  | Título                 | Papel                    | Diretor                  | Outros membros do elenco                              | Nota(s) |
| ---- | ---------------------- | ------------------------ | ------------------------ | ----------------------------------------------------- | ------- |
| 1943 | El peñon de las animas | María Angela Valdivia    | Miguel Zacarías          | Jorge Negrete                                         |         |
| 1943 | María Eugenia          | María Eugenia            | Felipe Gregorio Castillo | Rafael Baledón, Manolita Saval                        |         |
| 1943 | Doña Bárbara           | Doña Bárbara             | Fernando de Fuentes      | Julián Soler, María Elena Marqués                     |         |
| 1944 | La Mujer sin Alma      | Teresa López             | Fernando de Fuentes      | Fernando Soler                                        |         |
| 1944 | La China Poblana       | Frances Erskine          | Fernando Palacios        | Tito Novaro, Miguel Inclán                            |         |
| 1944 | The Lieutenant Nun     | Catalina / Don Alonso    | Emilio Gómez Muriel      | José Cibrián, Angel Garasa, Consuelo Guerrero de Luna |         |
| 1944 | Amok                   | Sra. Travis/Sra. Velmont | Antonio Momplet          | Julián Soler, Stella Inda                             |         |
| 1945 | The White Monk         | Galata Orsina            | Julio Bracho             | Tomás Perrín, María Douglas                           |         |
| 1945 | Vértigo                | Mercedes Mallea          | Antonio Momplet          | Emilio Tuero, Lilia Michel, Emma Roldán               |         |
| 1946 | La Devoradora          | Diana de Arellano        | Fernando de Fuentes      | Luis Aldás, Julio Villarreal                          |         |
| 1946 | Everybody's Woman      | María Romano             | Julio Bracho             | Armando Calvo, Alberto Galán                          |         |
| 1946 | Enamorada              | Beatriz Peñafiel         | Emilio Fernández         | Pedro Armendáriz, Fernando Fernández                  |         |
| 1947 | The Kneeling Goddess   | Raquel Serrano           | Roberto Gavaldón         | Arturo de Córdova, Rosario Granados                   |         |
| 1947 | Río Escondido          | Rosaura Salazar          | Emilio Fernández         | Fernando Fernández                                    |         |
| 1947 | Que Dios me perdone    | Sofía / Lena Kovach      | Tito Davison             | Fernando Soler, Julián Soler                          |         |
| 1948 | Maclovia               | Maclovia                 | Emilio Fernández         | Pedro Armendáriz, Columba Domínguez                   |         |

### 1948–55 (Período europeu)
| Ano  | Título                  | Papel                            | Diretor            | Outros membros do elenco                       | Nota(s) |
| ---- | ----------------------- | -------------------------------- | ------------------ | ---------------------------------------------- | ------- |
| 1948 | Mare Nostrum            | Freyra                           | Rafael Gil         | Fernando Rey                                   |         |
| 1949 | Just Any Woman          | Nieves Blanco                    | Rafael Gil         | Antonio Vilar, Mary Delgado                    |         |
| 1950 | Doña Diabla             | Angela "Doña Diabla"             | Tito Davison       | Víctor Junco, Crox Alvarado                    |         |
| 1950 | Saturday Night          | Imperia                          | Rafael Gil         | Rafael Duran, Manólo Fábregas                  |         |
| 1951 | The Black Crown         | María Russell                    | Luis Saslavsky     | Rossano Brazzi, Vittorio Gassman               |         |
| 1951 | Tragic Spell            | Oliva                            | Mario Sequi        | Rossano Brazzi, Massimo Serato, Emma Gramatica |         |
| 1951 | Messalina               | Messalina                        | Carmine Gallone    | Georges Marchal, Jean Tissier                  |         |
| 1952 | La pasión desnuda       | Malva Rey                        | Luis Cesar Amadori | Carlos Thompson                                |         |
| 1953 | Reportaje               | Cinema Actress                   | Emilio Fernández   | Jorge Negrete                                  |         |
| 1954 | Camelia                 | Camelia                          | Roberto Gavaldón   | Jorge Mistral, Ramón Gay                       |         |
| 1954 | The Rapture             | Aurora                           | Emilio Fernández   | Jorge Negrete, Andres Soler                    |         |
| 1954 | The Beautiful Otero     | Carolina, La Belle Otero         | Richard Pottier    | Jacques Bertier                                |         |
| 1954 | French Cancan           | Lola de Castro "La Belle Abesse" | Jean Renoir        | Jean Gabin, Françoise Arnoul, Édith Piaf       |         |
| 1955 | Les héros sont fatigués | Manuella                         | Yves Ciampi        | Yves Montand, Jean Servais, Curd Jürgens       |         |

### 1955–70 (Segundo período mexicano)
| Ano  | Título                       | Papel                  | Diretor                    | Outros membros do elenco                                 | Nota(s)                  |
| ---- | ---------------------------- | ---------------------- | -------------------------- | -------------------------------------------------------- | ------------------------ |
| 1955 | La Escondida                 | Gabriela               | Roberto Gavaldón           | Pedro Armendáriz, Andres Soler                           |                          |
| 1955 | Canasta de cuentos mexicanos | Luisa Bravo            | Julio Bracho               | Pedro Armendáriz, Consuelo Guerrero de Luna, Emma Roldán | (segmento "La Tigresa")  |
| 1957 | Faustina                     | Faustina               | José Luis Sáenz de Heredia | Fernando Fernán Gómez, Fernando Rey                      |                          |
| 1957 | Tizoc                        | Maria                  | Ismael Rodríguez           | Pedro Infante, Eduardo Fajardo                           |                          |
| 1958 | Ash Wednesday                | Victoria Rivas         | Roberto Gavaldón           | Arturo de Córdova, Víctor Junco, Andrea Palma            |                          |
| 1958 | Café Colón                   | Monica                 | Benito Alazraki            | Pedro Armendáriz, Jorge Martínez de Hoyos                |                          |
| 1959 | Beyond All Limits            | Magdalena Gamboa       | Roberto Gavaldón           | Jack Palance, Pedro Armendáriz                           |                          |
| 1959 | Sonatas                      | Niña Chole             | Juan Antonio Bardem        | Francisco Rabal, Fernando Rey, Aurora Bautista           |                          |
| 1959 | La Cucaracha                 | "La Cucaracha"         | Ismael Rodríguez           | Dolores del Río, Emilio Fernández, Pedro Armendáriz      |                          |
| 1959 | La fièvre monte à El Pao     | Inés Rojas             | Luis Buñuel                | Gérard Philipe, Jean Servais                             |                          |
| 1960 | The Empty Star               | Olga Lang              | Tito Davison               | Ignacio López Tarso, Rita Macedo, Carlos López Moctezuma |                          |
| 1961 | Juana Gallo                  | Juana Gallo            | Miguel Zacarías            | Jorge Mistral, Christiane Martel                         |                          |
| 1963 | La Bandida                   | María, "La Bandida"    | Roberto Rodríguez          | Pedro Armendáriz, Emilio Fernández, Katy Jurado          |                          |
| 1962 | Si yo fuera millonario       | María, "La Devoradora" | Julián Soler               | Miguel Aceves Mejía                                      |                          |
| 1963 | Amor y sexo (Safo '63)       | Diana                  | Luis Alcoriza              | Julio Alemán, Julio Aldama                               |                          |
| 1965 | La Valentina                 | Valentina Zúñiga       | Rogelio A. González        | Eulalio González, José Elías Moreno, Carlos Agostí       |                          |
| 1970 | La generala                  | Mariana Sampedro       | Juan Ibañez                | Carlos Bracho, Ignacio López Tarso                       | (último papel no cinema) |

### Televisão
| Ano  | Título          | Papel           | Diretor(a)     | Outros membros do elenco      |
| ---- | --------------- | --------------- | -------------- | ----------------------------- |
| 1970 | La Constitución | María Guadalupe | Ernesto Alonso | Carlos Bracho, Carmen Montejo |